# Большое Непряхино
Большое Непряхино — деревня в составе Ворошиловского сельсовета в Уренском районе Нижегородской области.

## География
Находится на расстоянии примерно 5 километров на запад по прямой от районного центра города Урень.

## История
Известна с XVIII века. Деревня до 1768 года относилась к главной дворцовой канцелярии, потом Придворной конторы, с 1797 крестьяне стали удельными. Название Корабельники связано с преданием о беглых корабельных мастерах-основателях деревни, название Коробейники с коробами мастеров, название Непряхино с неуменьем жен мастеров прясть лён. Население было старообрядцами поповцами Белокриницкого согласия. Церковь построена была к 1914 году. В 1856 году 10 дворов и 76 жителей. В 1916 году 37 дворов и 191 житель. В период коллективизации был организован колхоз «Красный судостроитель». В 1978 году было дворов 91, жителей 283, в 1994 110 и 327 соответственно.

## Население
Постоянное население составляло 254 человек (русские 100 %) в 2002 году, 219 в 2010.